# Willow-Projekt
Das Willow-Projekt ist ein Ölbohrprojekt von ConocoPhillips, das auf der Ebene des North Slope von Alaska im National Petroleum Reserve in Alaska liegt. Ursprünglich war das Projekt darauf ausgelegt, bis zu fünf Bohrplattformen für insgesamt 250 Ölbohrungen zu errichten und zu betreiben. Die zugehörige Infrastruktur umfasst Zugangs- und Infield-Straßen, Flugplätze, Pipelines, einen Kiesabbau und eine temporäre Insel, um die Lieferung von Modulen über Seetransport auf Permafrost und zwischen von Alaska verwalteten Gewässern zu erleichtern.
Im Jahr 2016 wurde Öl im Willow-Explorationsgebiet westlich von Alpine (Alaska) entdeckt. Im Oktober 2020 genehmigte das Bureau of Land Management (BLM) das Willow-Entwicklungsprojekt von ConocoPhillips. Nach einer gerichtlichen Herausforderung im Jahr 2021 veröffentlichte das BLM im Februar 2023 seine endgültige ergänzende Umweltverträglichkeitserklärung.
Alaskische Gesetzgeber auf beiden politischen Seiten sowie die Arctic Slope Regional Corporation haben das Willow-Projekt unterstützt. Am 13. März 2023 hat die Biden-Regierung das Projekt genehmigt.
Die Umweltorganisation Earthjustice hat am 14. März 2023 im Namen von Naturschutzgruppen eine Klage eingereicht, um das Willow-Projekt zu stoppen. Sie argumentierte, dass die Genehmigung einer neuen Kohlenstoffquelle den Versprechen von Präsident Joe Biden widerspricht, die Treibhausgasemissionen bis 2030 um die Hälfte zu reduzieren und die USA auf saubere Energie umzustellen.
Das Projekt könnte über 30 Jahre hinweg bis zu 600 Millionen Barrel Öl und 287 Millionen Tonnen Kohlenstoffdioxidemissionen sowie andere Treibhausgase produzieren und sich negativ auf die arktische Tierwelt und die indigenen Gemeinden auswirken. Das Willow-Projekt würde das komplexe örtliche Tundra-Ökosystem schädigen und laut einer älteren Regierungsschätzung jährlich so viele Treibhausgase freisetzen wie eine halbe Million Haushalte.

## Geografie
Das Willow-Projekt befindet sich auf der Ebene des North Slope von Alaska, innerhalb der National Petroleum Reserve in Alaska, in einem Teil namens Bear Tooth Unit West von Alpine (Alaska) auf indianischem Land. Es liegt auf der arktischen Küstentundra weniger als 30 Meilen vom Arktischen Ozean entfernt. Dieses Land besteht aus Permafrosttundra, von der 94 % Feuchtgebiete und 5 % Süßwasser sind.

## Erwartete Ölförderung
Über seine erwartete 30-jährige Lebensdauer hinweg könnte das Willow-Projekt 200.000 Barrel Öl pro Tag produzieren und insgesamt bis zu 600 Millionen Barrel Öl produzieren. Laut Schätzungen des Bureau of Land Management (BLM) könnte Willow zwischen 8 und 17 Milliarden US-Dollar an Einnahmen generieren. Die Umweltverträglichkeitserklärung des BLM ergab, dass es zu 287 Millionen Tonnen Kohlenstoffemissionen sowie anderen Treibhausgasen führen würde.
Im Juni 2021 gaben Offizielle von ConocoPhillips bekannt, dass sie „in der Nähe Aussichten und Möglichkeiten mit ähnlichen Merkmalen identifiziert haben, die bis zu 3 Milliarden Barrel Öläquivalent nutzen könnten, indem sie die Willow-Infrastruktur nutzen... [Willow] öffnet den Westen.“

## Geschichte
1999 erwarb ConocoPhillips die ersten Leasingrechte für das Willow-Gebiet im nordöstlichen Teil der National Petroleum Reserve in Alaska, die Bear Tooth Unit genannt wird. 2016, dem letzten Jahr der Obama-Regierung, erstellte ConocoPhillips zwei Ölexplorationsbohrungen, die auf signifikante Erträge stießen. Diese Entdeckung wurde Willow genannt. In 2018, dem zweiten Jahr der Trump-Regierung, untersuchte das Unternehmen das Willow-Gebiet und entdeckte drei weitere Ölvorkommen.
Im Mai 2018 beantragte ConocoPhillips offiziell die Genehmigung zur Erschließung des Willow-Prospekts durch das Bureau of Land Management (BLM), um fünf Bohrplattformen mit jeweils 50 Bohrungen zu errichten und zu betreiben, insgesamt also 250 Bohrungen einschließlich Zugangsstraßen und Wege innerhalb der Fördergebiete, Landebahnen, Pipelines, einem Kiesabbau und einer temporären Insel, um die Modulzulieferung per Seetransport zu erleichtern. Im August 2019 veröffentlichte das BLM nach einer 44-tägigen öffentlichen Sondierungsphase und in Absprache mit 13 Stammesverbänden und Alaska-Native-Claims-Settlement-Act-Unternehmen einen Entwurf für einen Master-Entwicklungsplan.
Im August 2020, während des letzten Quartals der Trump-Administration, genehmigte das BLM die Entwicklung des ConocoPhillips-Projekts. Es sieht den Bau einer neuen Straße vor. Obwohl eine straßenlose Option die Wanderungen der Karibus in der Gegend erleichtert hätte, entschied sich die BLM in ihrer Entscheidung über den Entwicklungsplan von Willow, der im Oktober 2020 veröffentlicht wurde, gegen die straßenlose Option, weil sie der Meinung war, dass die Zunahme des Luftverkehrs die Gesamtstörung erhöhen würde. ConocoPhillips plant, Thermosiphons zu verwenden, um den schmelzenden Permafrostboden einzufrieren und für die Infrastruktur der Ölentwicklung stabil zu halten. Zu diesem Zeitpunkt wurde erwartet, dass der Bau etwa neun Jahre dauern würde, bis zu 1.650 saisonale Arbeiter beschäftigen und im Durchschnitt 373 Arbeitnehmer pro Jahr sowie etwa 406 Vollzeitbeschäftigte nach der Inbetriebnahme beschäftigen würde.
Im August 2021 kippte das US-Bezirksgericht für den Bezirk von Alaska die BLM-Genehmigung für das Willow-Projekt, weil sie „1) die Analyse ausländischer Treibhausgasemissionen unangemessen ausgeschlossen hatte, 2) Alternativen aufgrund eines Missverständnisses der Rechte der Leasingnehmer (d.h. dass die Leasingverträge angeblich das Recht gaben, ‚alle möglichen‘ Öl- und Gasvorkommen aus jedem Leasinggebiet zu fördern) von einer detaillierten Analyse ausgeschlossen hatte und 3) den Anforderungen des NPRPA, den bedeutenden Oberflächenwerten im Teshekpuk Lake Special Area ‚höchstmöglichen Schutz‘ zu gewähren, nicht ausreichend Rechnung getragen hatte.“ Laut Dokumenten, die im Rahmen des Freedom of Information Act erhalten wurden, war ConocoPhillips dann an der Analyse der Entscheidung des Gerichts beteiligt und beteiligte sich an der Entwicklung der nächsten ergänzenden Überprüfung. Im Juli 2022 veröffentlichte das BLM in Reaktion auf den Gerichtsbeschluss einen Entwurf eines ergänzenden Umweltverträglichkeitsberichts.
Im August 2022 reichte die Alaska Native Corporation des Dorfes Nuiqsut Kommentare zum Entwurf des ergänzenden Umweltverträglichkeitsberichts ein und sprach sich für eine Reduzierung der Anzahl der Bohrplattformen von fünf auf vier, kürzere Schotterstraßen und den Schutz des Teshekpuk Lake aus.
Am 1. Februar 2023 schloss das BLM den endgültigen ergänzenden Umweltverträglichkeitsbericht ab und genehmigte das Projekt mit drei Bohrplattformen mit jeweils 50 Ölbohrungen für insgesamt 150 Ölbohrungen. Alaskische Gesetzgeber beider Parteien, einschließlich der Kongressdelegation (Senatoren Lisa Murkowski (R), Dan Sullivan (R) und Abgeordnete Mary Peltola (D)), sowie die Arctic Slope Regional Corporation haben das Willow-Projekt unterstützt. Stand März 2023 hat das Innenministerium ConocoPhillips die Erlaubnis erteilt, eine neue Eisstraße vom bestehenden Kuparuk-Straßensystem am Bohrplatz Kuparuk River Oil Field zu bauen und eine teilweise verankerte Eisbrücke über den Colville River in der Nähe von Ocean Point zu nutzen, „um Seeschifffahrtsmodule“ zum Bohrbereich des Willow-Projekts zu transportieren.
Als die endgültige Entscheidung näher rückte, nahmen die mediale Aufmerksamkeit und das öffentliche Interesse dramatisch zu. Eine Petition von Change.org, die Präsident Biden dazu aufforderte, dem Willow-Projekt „Nein“ zu sagen, wurde nach weit verbreiteter Aufmerksamkeit auf der Social-Media-Plattform TikTok von mehr als 5 Millionen Menschen unterzeichnet.
Am 13. März 2023 hat die Biden-Regierung das Projekt genehmigt. Innenministerin Deb Haaland hat sich geweigert, die Genehmigung zu unterzeichnen; der stellvertretende Minister Tommy Beaudreau, ein ehemaliger Anwalt der fossilen Brennstoffindustrie, tat dies auf Anweisung von Präsident Biden. Als Reaktion darauf kündigten Umweltgruppen an, zu klagen. Die Umweltorganisation Earthjustice reichte am 14. März 2023 im Namen von Naturschutzgruppen eine Klage ein, um das Willow-Projekt zu stoppen. Aktivisten sagen, dass die Genehmigung einer neuen Kohlenstoffquelle im Widerspruch zu den Versprechen von Präsident Joe Biden steht, die Treibhausgasemissionen bis 2030 um die Hälfte zu senken und die Vereinigten Staaten auf saubere Energie umzustellen.

## Umwelt
In dem finalen Umweltverträglichkeitsbericht vom Februar 2023 prognostizierte die BLM nachteilige Auswirkungen auf die öffentliche Gesundheit, das Subsistenzwesen und das soziokulturelle System. Die Nuiqsut-Bevölkerung wäre unverhältnismäßig stark betroffen mit verringerten Nahrungsressourcen, eingeschränktem Zugang zur Ernte und erhöhter Nahrungsmittelunsicherheit. Es wurde festgestellt, dass das Projekt auch andere Native American Gemeinden wie Utqiaġvik, Anaktuvuk Pass und Atqasuk negativ beeinflussen würde.
Das Projekt könnte in den nächsten 30 Jahren bis zu 600 Millionen Barrel Öl und 287 Millionen Tonnen Kohlenstoffemissionen sowie andere Treibhausgase produzieren. Die Bewertungen des BLM sagen voraus, dass das Projekt sich nachteilig auf die arktische Tierwelt und die indigenen Gemeinschaften auswirken wird. Das Willow-Projekt würde das komplexe örtliche Tundrenökosystem beeinträchtigen und laut einer älteren Regierungsschätzung jährlich so viele Treibhausgase freisetzen wie eine halbe Million Haushalte.